# (33035) Pareschi
(33035) Pareschi est un astéroïde de la ceinture principale.

## Description
(33035) Pareschi est un astéroïde de la ceinture principale. Il fut découvert le 27 septembre 1997 à Sormano par Marco Cavagna et Augusto Testa. Il présente une orbite caractérisée par un demi-grand axe de 2,29 UA, une excentricité de 0,14 et une inclinaison de 6,2° par rapport à l'écliptique.

## Compléments